# Стадион Рио тинто
Стадион Рио тинто (енгл. Rio Tinto Stadium) је био вишенаменски стадион у граду Санди, Јута, Сједињене Америчке Државе. То је фудбалски стадион који служи као домаћи стадион за фудбалски клуб Реал Салт лаке из Мајор лиге. Стадион је отворен 9. октобра 2008. и има 20.213 места за фудбал, али се може проширити на преко 25.000 за концерте.
Стадион је био домаћин МЛС Ол-стар утакмице 2009, реванш меча финала Лиге шампиона Конкакафа 2011, и финала Отвореног купа САД Ламар Хант 2013. Такође је био стадион домаћин током Златног купа КОНКАКАФ 2013. и домаћин завршних фаза квалификационог првенства за Олимпијске игре Конкакафа за мушкарце 2015.
Стадион је био домаћин тима Националне женске фудбалске лиге (НВСЛ) ФК Јута ројалс током њихове три сезоне постојања, од 2018. до 2020. године.

## Фудбалске утакмице

### Мушкарци
| Поз. | Датум              | Екипе                        | Резултат | Гледалаца | Белешка                   |
| 1    | 4. септембар 2015. | Мексико − Тринидад и Тобаго  | 3 : 3    | 20.560    | Пријатељска               |
| 2    | 18. јун, 2013.     | Сједињене Државе − Хондурас  | 1 : 0    | 20.250    | Квалификације за СП 2014. |
| 3    | 5. септембар 2009. | Сједињене Државе − Салвадор  | 2 : 1    | 19.066    | Квалификације за СП 2010. |
| 4    | 9. јун 2021.       | Сједињене Државе − Костарика | 4 : 0    | 19.007    | Пријатељска               |
| 5    | 13. јул 2013.      | Сједињене Државе − Куба      | 4 : 1    | 17.597    | Група Ц                   |
| 5    | 13. јул 2013.      | Костарика − Белизе           | 1 : 0    | 17.597    | Група Ц                   |
| 6    | 3. јун 2017.       | Сједињене Државе − Венецуела | 1 : 1    | 17.315    | Пријатељска               |

### Жене
| Број | Датум               | Екипе                         | Рез   | Гледалаца | Белешка     |
| 1    | 30. јун 2012.       | Сједињене Државе − Канада     | 2 : 1 | 16.805    | Пријатељска |
| 2    | 19. октобар 2016.   | Сједињене Државе − Швајцарска | 4 : 0 | 14.336    | Пријатељска |
| 3    | 7. јун 2018.        | Сједињене Државе − Кина       | 1 : 0 | 13.230    | Пријатељска |
| 4    | 13. септембар 2014. | Сједињене Државе − Мексико    | 8 : 0 | 8.849     | Пријатељска |
| 5    | 31. март 2010.      | Сједињене Државе − Мексико    | 1 : 0 | 3.732     | Пријатељска |